# Josep Maria Cullell i Nadal
Josep Maria Cullell i Nadal (Barcelona, 11 de desembre de 1942) és un polític i economista català, un dels fundadors de Convergència Democràtica de Catalunya.

## Trajectòria política
Fins a començaments dels anys setanta va militar al Moviment Socialista de Catalunya, però el 1974 s'integrà en el Grup d'Acció al Servei de Catalunya, amb el qual el 1976 fou un dels fundadors de Convergència Democràtica de Catalunya.
A les eleccions generals espanyoles de 1979 fou elegit diputat a les Corts Espanyoles, i a les eleccions municipals espanyoles de 1979 fou escollit regidor i tinent d'alcalde de Barcelona. Fou membre de la comissió mixta de traspassos Estat-Generalitat, a les eleccions al Parlament de Catalunya de 1980 fou elegit diputat al Parlament de Catalunya, elecció que va repetir a les de 1984. Fou conseller de política territorial i obres públiques del 1980 al 1983, i d'economia i finances de 1983 al 1987. Fou membre de la Comissió Mixta de Valoracions de Traspassos de l'Estat a la Generalitat (1977-1984, 1984-1990).
Deixà el càrrec de conseller per a ser cap de l'oposició a l'Ajuntament de Barcelona de 1987 a 1993 i diputat al Parlament espanyol a les eleccions generals espanyoles de 1989. El 1993 fou nomenat conseller d'obres públiques i urbanisme, però dimití el 1994 acusat de corrupció. El 1999 abandonà els seus càrrecs dins CDC per raons professionals i personals.

## Trajectòria personal i professional
És llicenciat en Ciències Empresarials per ESADE, en Ciències Econòmiques per la UAB i doctorat “troisième cycle” per la Universitat de Montpellier. Ha estat professor d'economia política i d'hisenda pública a diferents universitats catalanes.
És membre associat del gabinet jurídic Cullell Associats des de 1995, i ha estat conseller de Fira 2000, TABASA, ACESA,CAA i president de Gestió de Projectes d'Inversió 2007, S.A. El 2003 fou nomenat president de Fira 2000, societat patrimonial responsable de la construcció del recinte firal Montjuïc-2, situat al polígon Pedrosa de l'Hospitalet de Llobregat, càrrec que abandonà el 2004. Actualment és President de TRAMBAIX i TRAMBESÓS.
És assessor econòmic del Vaticà i ha escrit llibres sobre aspectes econòmics i empresarials i ha fet col·laboracions en diferents mitjans de comunicació.

## Obres
- Capitalisme i crisi econòmica (1999)